# Вокзал Россіо
Вокзал Россіо (порт. Estação de Caminhos de Ferro do Rossio) — 
залізничний вокзал в Лісабоні архітектора Жозе Луіша Монтейро. Пам'ятник архітектури неомануелінського стилю.
Вокзал знаходиться в центрі міста на північний захід від історичного району Байша. Знаходиться між площа Россіо та площа Реставраторів (Рештаурадореш). Від вокзалу Россіо починається одна з головних вулиць Лісабона - Авеніда да Лібердаде. У вокзалі знаходиться один із виходів станції метро Рештаурадореш.
Вокзал будувався в 1886-1890 роках за проєктом архітектора Жозе Луїша Монтейру. Після завершення будівництва і до 1957 року був головним міським вокзалом та називався Центральним вокзалом (Estação Central). Для того, щоб залізничні колії не заважали міського руху, був викопаний тунель завдовжки понад 2600 метрів. Тунель Россіо став одним з найбільших інженерних споруд Португалії XIX століття. Одночасно за проєктом цього ж архітектора був побудований поруч із вокзалом готель «Авеніда».

Фасад вокзалу виконаний в нео-мануельському стилі. Фасад прикрашають дві підковоподібні арки в мавританському стилі, численні скульптури, вузькі контрфорси і ажурні балюстради даху. По центру фасаду розташована невелика вежа з годинником. В обробці використовуються кахельні вставки. На підковоподібних арках, через які здійснюється прохід в вокзал, є різьблений напис Estação Central (Центральний Вокзал). Між арками знаходиться скульптурне зображення лицаря.

У другій половині XX століття значення вокзалу Россіо в транспортній структурі міста поступово зменшувалось. На сьогоднішній час з вокзалу вирушають приміські поїзди в напрямку на Сінтру. Майже всі поїзди далекого прямування прибувають на вокзали Санта-Аполонія та Орієнт. У 2004-2008 році вокзал Россіо був закритий через ремонтні роботи в тунелі.

## Історичні події
14 грудня 1918 року на залізничному вокзалі Россіо було вбито президента Португалії Сідоніу Пайша. Пайш був застрелений Жозе Жуліу да Коштою, республіканським активістом.

## Галерея

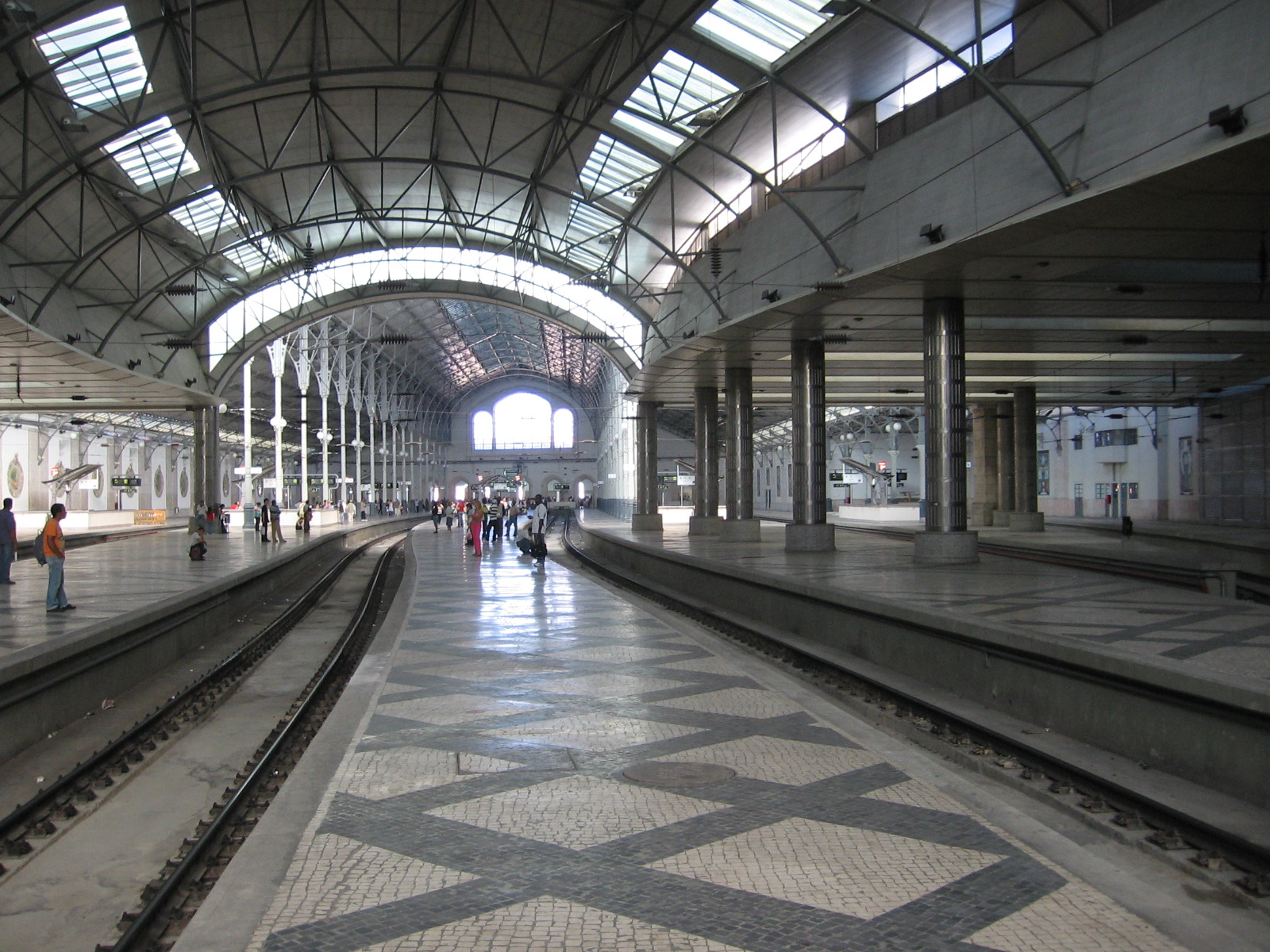
Платформи вокзалу
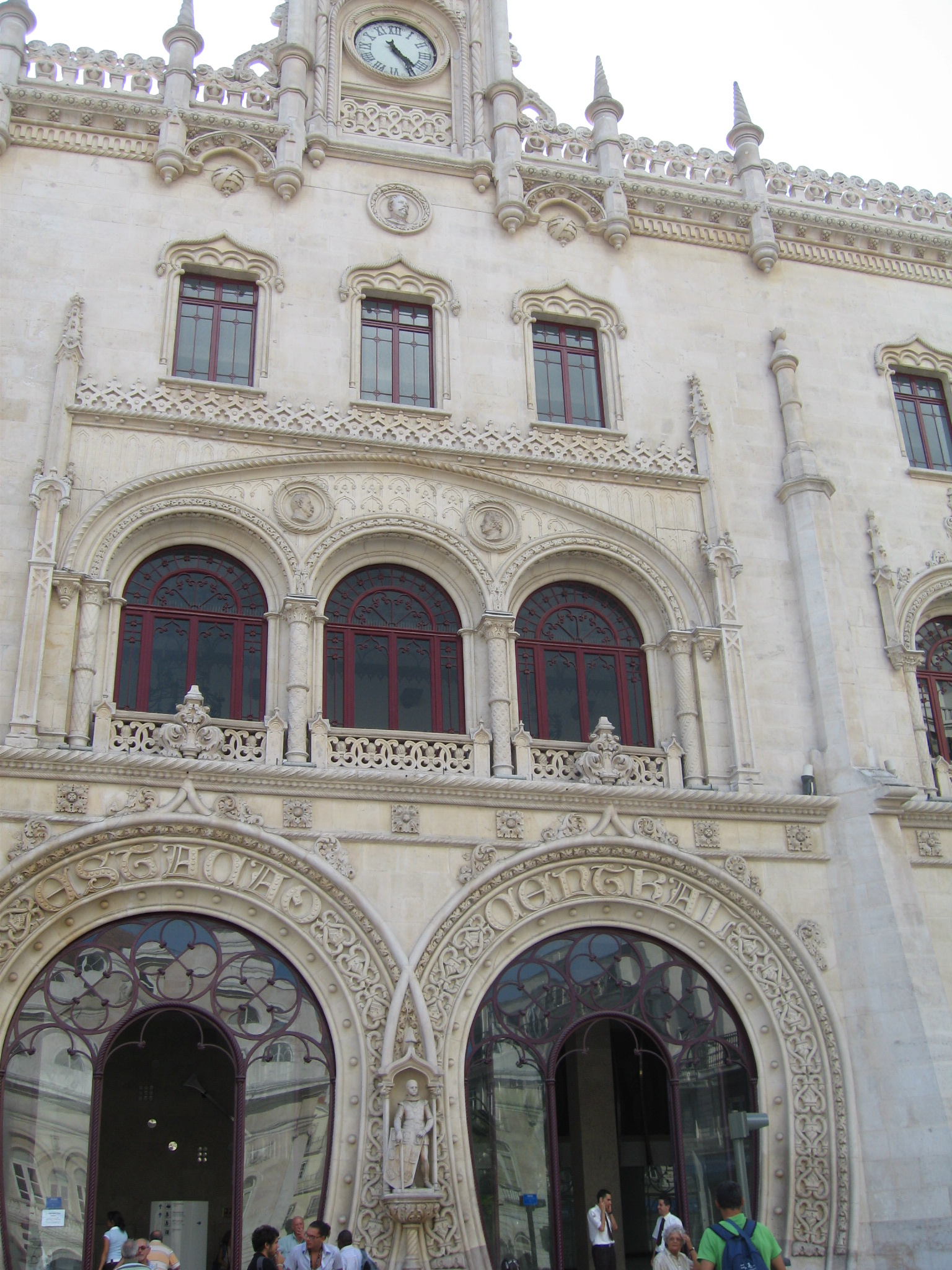
Центральна частина фасаду
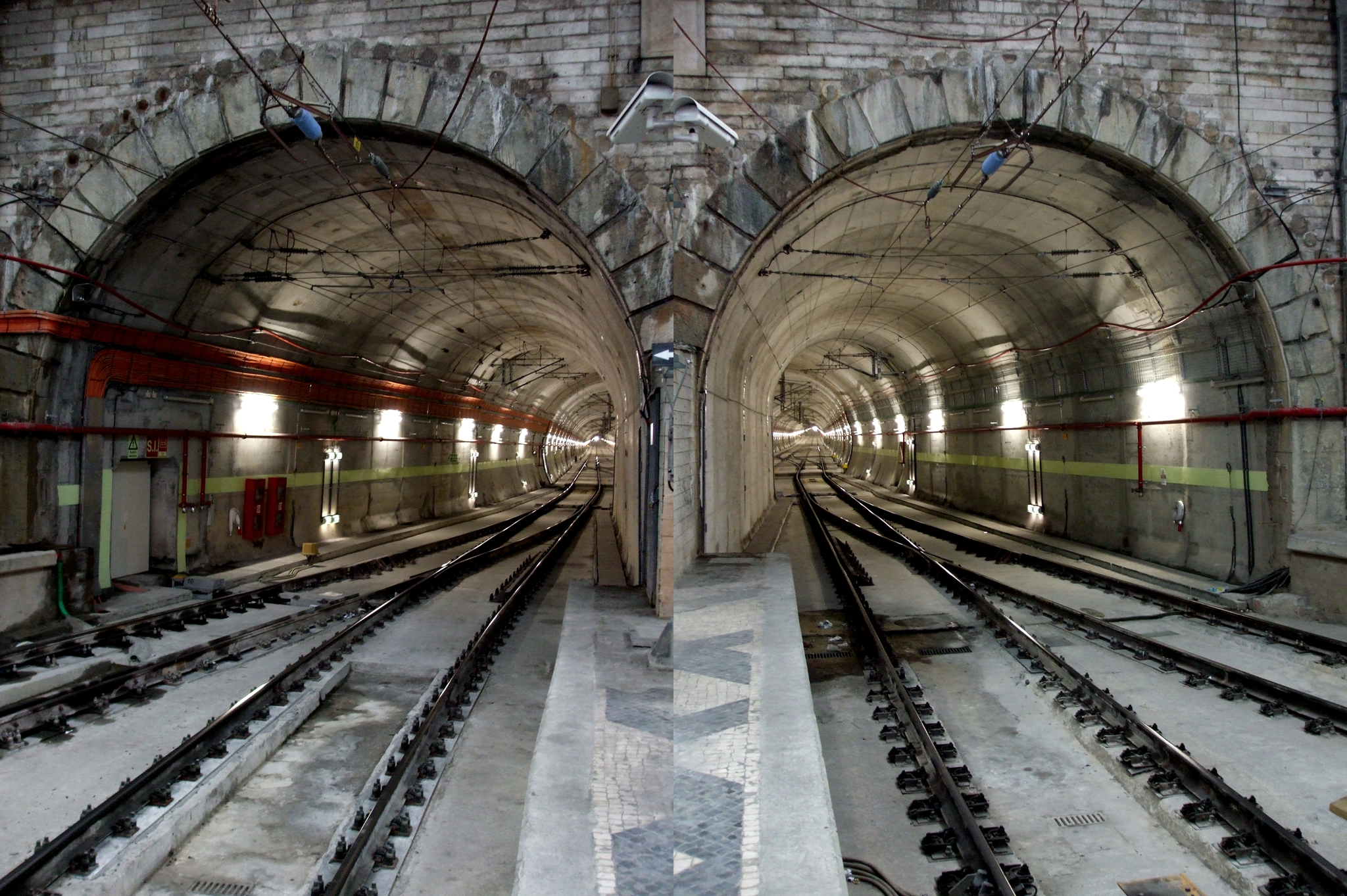
Тунель Россіо
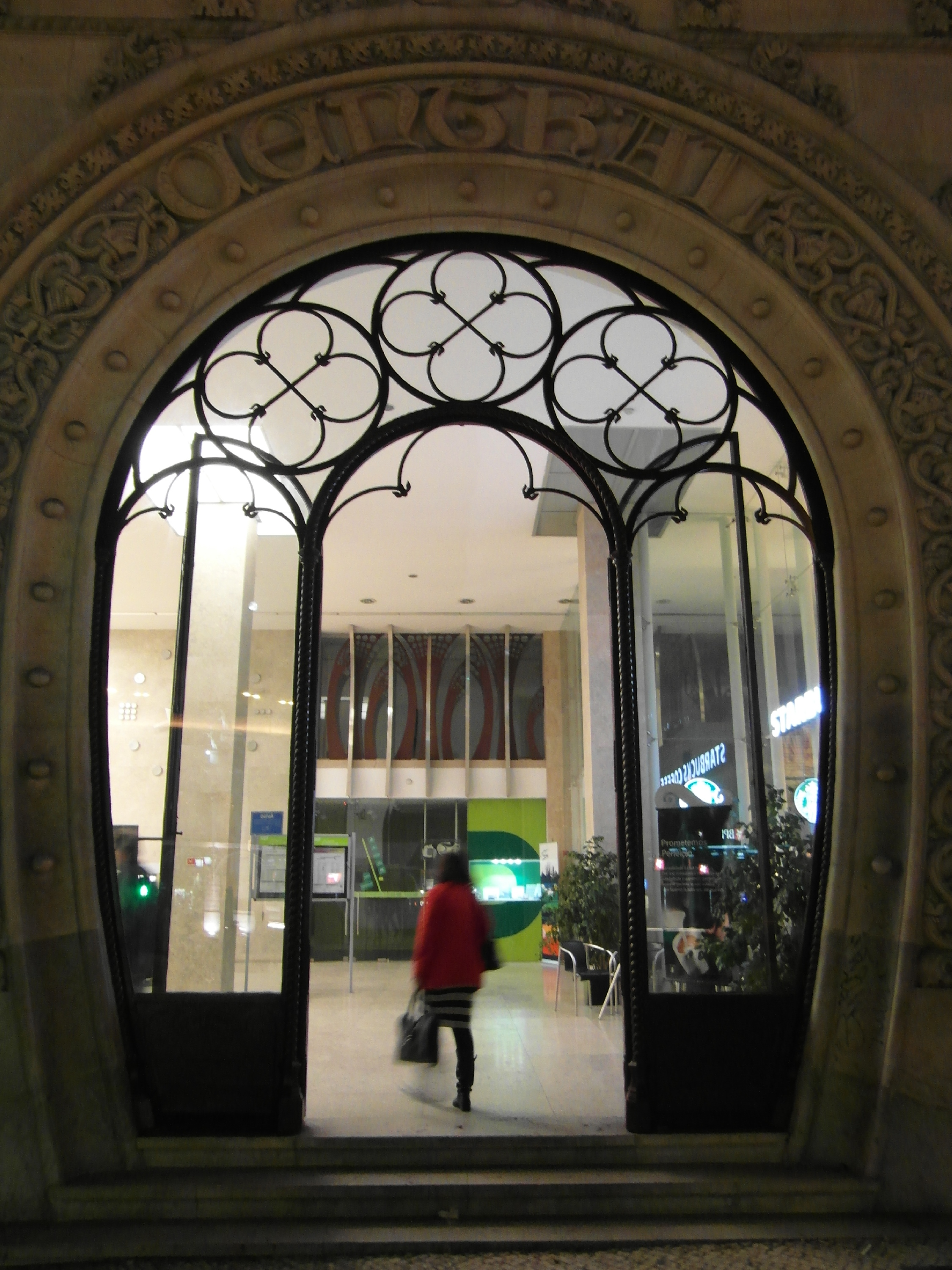
Інтер'єр
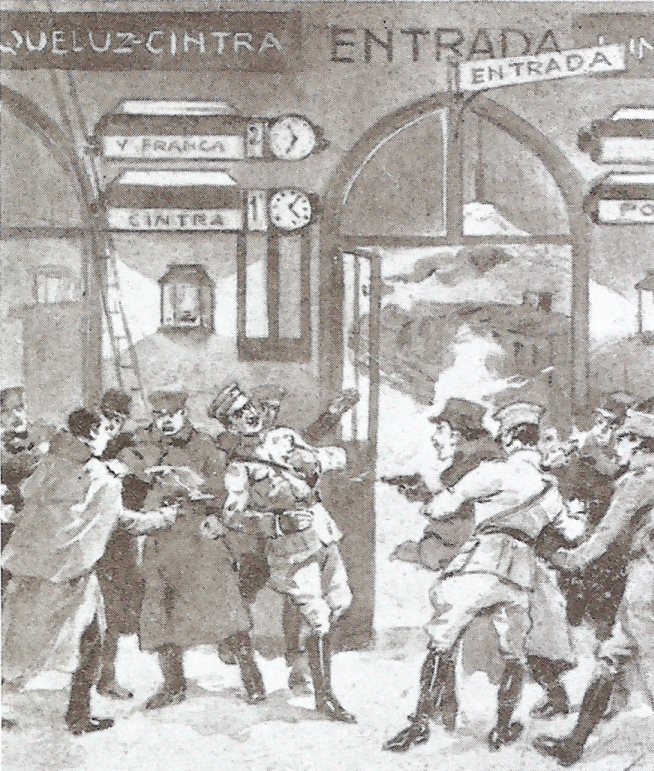
Листівка 1919 р. з вбивством президента Португалії Сідоніу Пайша на залізничному вокзалі Россіо 14 грудня 1918 року.
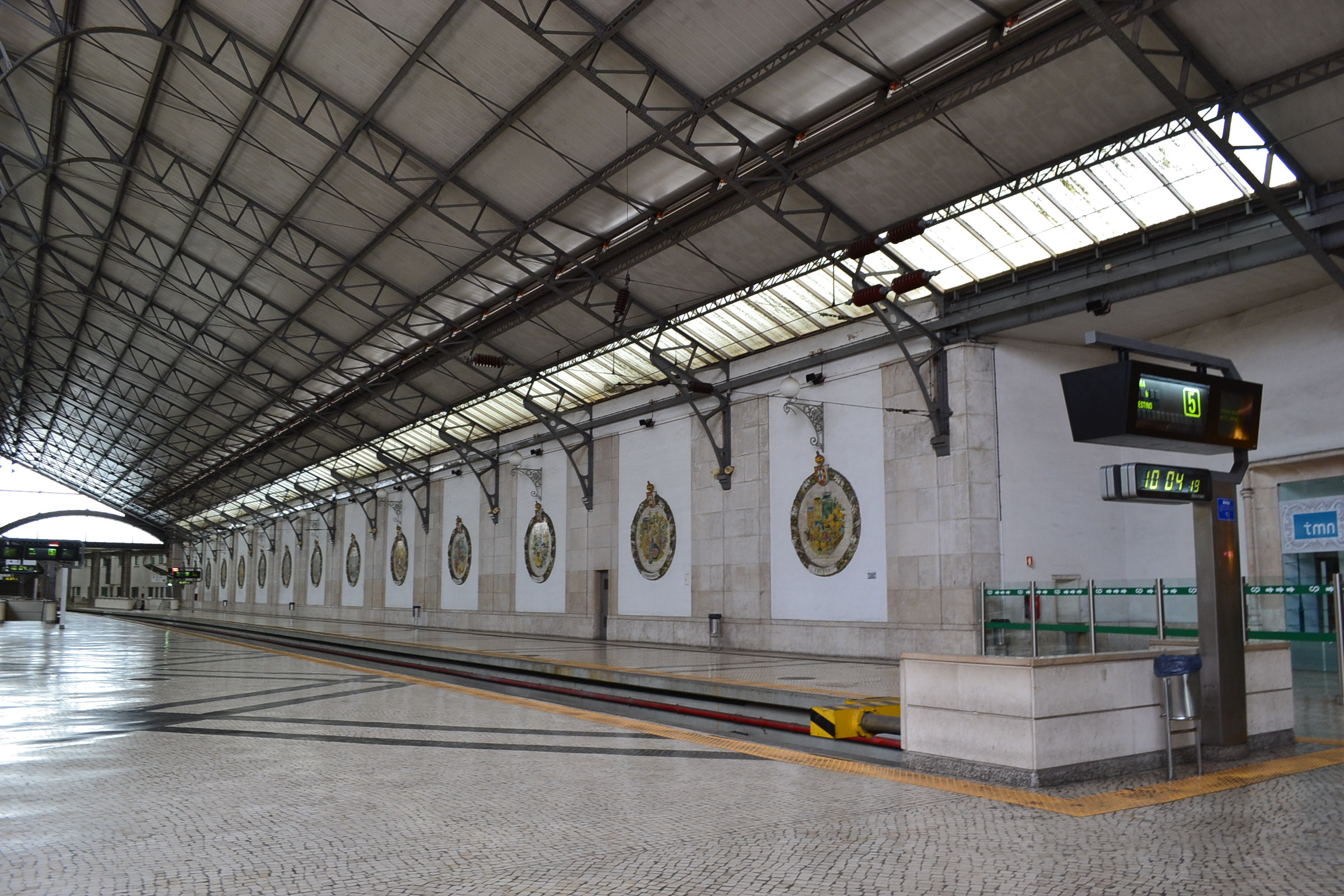
Декор інтер'єру
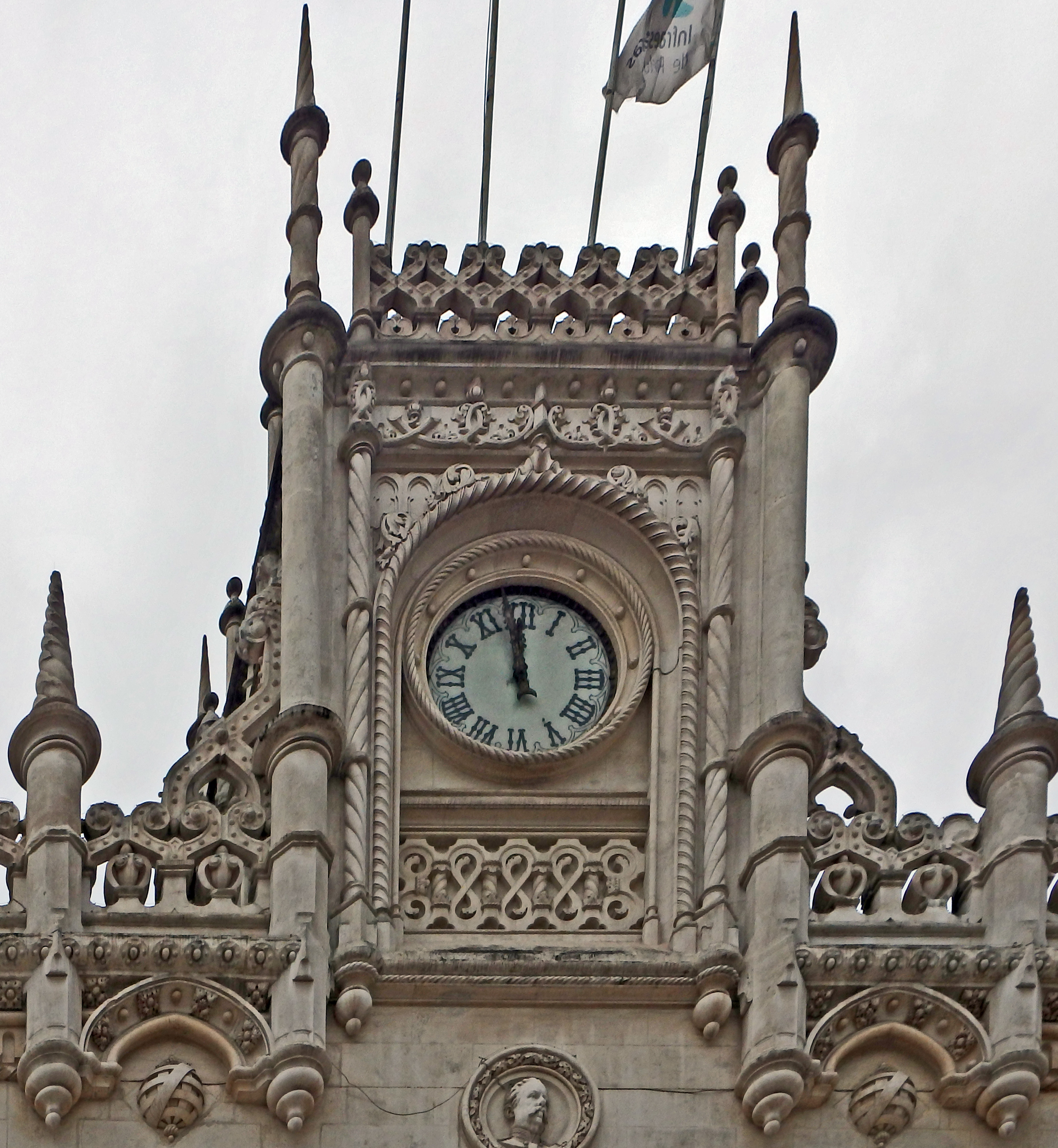
Годинник вокзалу